# 悪女の季節
『悪女の季節』（あくじょのきせつ）は、1958年に制作された菊島隆三のオリジナル脚本を渋谷実が監督したブラックコメディ作品。

## スタッフ
- 監督：渋谷実
- 製作：佐々木孟
- 脚本：菊島隆三
- 撮影：長岡博之
- 美術：浜田辰雄
- 音楽：黛敏郎

## キャスト
- 八代泰輔 - 東野英治郎
- 菅原妙子 - 山田五十鈴
- 菅原眸 - 岡田茉莉子
- 片倉盛太 - 伊藤雄之助
- 殺し屋の秋ちゃん - 片山明彦
- 八代慎二郎 - 杉浦直樹
- 早川美美 - 岸田今日子
- 医者 - 中村伸郎
- 看護婦町田 - 九條映子
- きん - 三好栄子
- 寺内助教授 - 神山繁